# John Acton (baronet)
John Francis Edward Acton (ur. 3 czerwca 1736 w Besançon, zm. 12 sierpnia 1811 w Palermo) – angielski szlachcic. Był pierwszym ministrem Królestwa Neapolu za panowania Króla Ferdynanda IV.
Jego ojcem był Edward Acton, lekarz w Besançon. W tym francuskim mieście John Francis urodził się w roku 1736. Tytuły i posiadłości rodowe odziedziczył, dopiero gdy w roku 1791 zmarł jego kuzyn III stopnia sir Richard Acton of Aldenham Hall (ze Shropshire).
John Francis służył we flocie Wielkiego Księstwa Toskanii, a od roku 1775 dowodził fregatą wojenną w ekspedycji hiszpańsko-toskańskiej przeciw piratom z Algieru. Odznaczył się odwagą i został awansowany.
W roku 1779 Królowa Neapolu Maria Karolina Habsburg poprosiła swego brata, Wielkiego Księcia Toskanii, by pozwolił Actonowi, którego polecił jej Francesco d’Aquino, książę di Caramenico, zreorganizować skostniałą i niedozbrojoną flotę neapolitańską. Acton wywiązał się z zadania tak dobrze, że szybko awansował na dowódcę całej floty i armii, następnie na ministra finansów, a w końcu na głównego i pierwszego ministra.
Swą politykę konsultował z brytyjskim ambasadorem w Neapolu, którym był wówczas znawca antyku sir William Douglas Hamilton. Obaj zmierzali do wzmocnienia wpływów Austrii i Wielkiej Brytanii w Królestwie Neapolu. Polityka ta była atakowana przez partie dworskie; profrancuską i prohiszpańską. Od 1789 roku MSZ.
W grudniu roku 1799 niepopularny minister uciekł z miasta razem z królową Marią przed plądrującymi żołnierzami Napoleona.
W czasach terroru, który powstał gdy upadła Republika Partenopejska, Acton uległ pewnym prześladowaniom. W roku 1804 na żądanie Francji Republika pozbawiła go zupełnie wpływów w rządzie, lecz szybko je odzyskał. Gdy w lutym roku 1806 francuska armia wkroczyła do Neapolu, znów musiał uciekać wraz z królową Marią Karoliną na Sycylię.
Ożenił się, z papieską zgodą, z najstarszą córką swego brata, generała Josepha Edwarda Actona (ur. 1737), który również służył rządowi w Neapolu.

## Życie prywatne
- Ferdinand Richard Edward Acton (potem Dalberg-Acton); jego synem był słynny pisarz i historyk John Acton
- Charles Acton
- Elizabeth Acton